# Conops rufifrons
Conops rufifrons är en tvåvingeart som beskrevs av Carl Ludwig Doleschall 1857. Conops rufifrons ingår i släktet Conops och familjen stekelflugor. Inga underarter finns listade i Catalogue of Life.